# Pöbel MC
Pöbel MC ist ein deutscher Hip-Hop-Musiker aus Rostock. Er veröffentlicht derzeit über Audiolith Records.

## Leben und Karriere
Pöbel MC ist ursprünglich Schlagzeuger und trat als Rapper erstmals gegen 2015 in Erscheinung. Durch diverse Live-Auftritte und die Zusammenarbeit mit der ebenfalls aus Rostock stammenden Crew Waving The Guns erarbeitete er sich einen festen Platz im deutschsprachigen Rap. Sein erstes Album Bildungsbürgerprolls erreichte Ende März 2020 für eine Woche die Top 10 der deutschen Albumcharts.
Seit 2020 promovierte er in Physik. In seiner Promotion untersuchte er Wetterprozesse und den Klimawandel. Laut eigener Aussage auf Instagram hat er seine Doktorarbeit mittlerweile erfolgreich fertiggestellt.

## Stil
Pöbel MC ist insbesondere für seine eloquenten und gleichzeitig inhaltlichen und unterhaltsamen Texte bekannt, für die er, trotz seiner vergleichsweise noch geringeren Bekanntheit, mehrfach als Lyricist des Jahres bei hiphop.de nominiert war. Sein Stil changiert zwischen Trap, Boom bap und Punk. Hin und wieder ist er auch unter seinem Pseudonym Multilingual Mike auf Hardbass aktiv.

## Diskografie

### Alben
- 2020: Bildungsbürgerprolls (Audiolith)
- 2022: Backpfeife auf Endlosschleife (Audiolith)
- 2024: Dr. Pöbel (Audiolith)

### EPs
- 2015: Backpfeife auf Dauerschleife (Eigenproduktion)
- 2016: Personality Trainer (Eigenproduktion)
- 2019: Pöbel Sports Tape (Audiolith)
- 2020: Nass vom Bass (Audiolith, als Multilingual Mike)
- 2021: Stress & Raugln (Audiolith)
- 2022: Backpfeife auf Endlosschleife (Audiolith)
- 2022: Nass vom Bass II (Audiolith, als Multilingual Mike)
- 2023: Pöbel Sports Tape II (Audiolith)

### Kollabo-Veröffentlichungen
- 2017: Hetze/Gelebte Weisheiten (mit Hamburger Abschaum, Single, Audiolith)
- 2018: Soli-Inkasso (mit Milli Dance, Audiolith)
- 2020: Cassiopeia x HHV (mit Final Prayer, Split-Single, HHV)